# Epophthalmia frontalis
Epophthalmia frontalis – gatunek ważki z rodziny Macromiidae. Występuje w Azji Południowej i Południowo-Wschodniej; stwierdzony w Indiach, Nepalu, Laosie i Tajlandii, prawdopodobnie występuje też w Mjanmie.